# Jetzt Anders!
Jetzt Anders! – austriacki boys band, istniejący od lutego do listopada 2007 i utworzony z uczestników trzeciej edycji austriackiego programu talent show Starmania. Grana przez boys band muzyka była połączeniem popu, soulu i rocka oraz muzyki szlagierowej.

## Historia zespołu
Zespół założono w lutym 2007, a w jego skład weszli Falco De Jong Luneau, Tom Neuwirth, Johnny Palmer oraz Martin Zerza. Początkowo grupa miała nazywać się Jetzt! (pol. Teraz!), jednak w Austrii istniały już dwa inne zespoły o tej nazwie, więc ostatecznie zdecydowano się na nazwę Jetzt Anders! (pol. Teraz inny!).
16 lutego 2007 boys band wydał swój debiutancki singel CD „Dieser Moment”, zawierający tytułowy utwór w wersji radiowej oraz karaoke. Singel dotarł do 7. miejsca w zestawieniu Ö3 Austria Top 40 i stanowił zapowiedź debiutanckiego albumu studyjnego zespołu, który wydano pod nazwą Gut So. Album zawierający jedenaście premierowych utworów ukazał się na terenie Austrii 15 czerwca 2007 nakładem Universal Music i dotarł do 9. pozycji na liście najlepiej sprzedających się płyt w kraju. Drugim singlem promującym wydawnictwo został utwór „Immer und Ewig”, który dotarł do 32. pozycji na liście Ö3 Austria Top 40.
Od końca marca 2007 na łamach austriackiego kanału telewizyjnego Puls TV oraz serwisu mobilnego 3Live! emitowano reality show Jetzt Anders!, który codziennie o godz. 15:00, 17:00 i 21:00 pokazywał, co dzieje się w mieszkaniach uczestników zespołu, aby przybliżyć życie codzienne członków boys bandu. Emisja programu została zakończona w sierpniu 2007 z powodu braku zainteresowania widzów.
Zespół zakończył swoją działalność 14 listopada 2007. Siedem lat później występujący solowo jeden z członków zespołu, Tom Neuwirth, zwyciężył w 59. Konkursie Piosenki Eurowizji z utworem „Rise Like a Phoenix”, wcielając się w drag queen Conchitę Wurst.

## Dyskografia
Opracowano na podstawie materiału źródłowego.
Albumy studyjne
| Rok  | Dane dot. albumu                                                           | Najwyższa pozycja na liście |
| Rok  | Dane dot. albumu                                                           | AUT                         |
| ---- | -------------------------------------------------------------------------- | --------------------------- |
| 2007 | Gut So - Wydany: 15 czerwca 2007 - Wytwórnia: Universal Music - Format: CD | 9                           |

Single
| Rok  | Tytuł            | Najwyższa pozycja na liście | Album  |
| Rok  | Tytuł            | AUT                         | Album  |
| ---- | ---------------- | --------------------------- | ------ |
| 2007 | „Dieser Moment”  | 7                           | Gut So |
| 2007 | „Immer und Ewig” | 32                          | Gut So |